# Gorkha National Liberation Front (C.K. Pradhan)
Gorkha National Liberation Front (C.K. Pradhan), utbrytargrupp ur Gorkha National Liberation Front. GNLF(C) bildades 2002 efter att GNLF-ledaren C.K. Pradhan mördats. Pradhans änka, Sheila Pradhan menar att GNLF mördat honom då han var på väg att bryta sig ur partiet. Efter hans död bildade Sheila och andra GNLF(C). Partiets leds av D.K. Pradhan, ledamot av Västbengalens delstatsförsamling från Darjeeling.
GNLF(C) är medlem i People's Democratic Front, en allians av partier i Darjeelingområdet som är i opposition till Ghisings GNLF.